# 中森明菜の太田君がんばって!
中森明菜の太田君がんばって!（なかもりあきなのおおたくんがんばって）は、文化放送で1987年4月6日から1988年4月1日まで放送されていた、中森明菜がパーソナリティのラジオ番組。
文化放送での放送時間は月曜日から金曜日まで、23:40 - 23:50。

## 概要
中森明菜にとって文化放送でのメインパーソナリティは『中森明菜「ひとつめのサヨナラ」』（1982年10月 - 1984年12月）以来となる番組。文化放送では同じく1987年4月にスタートした夜ワイド番組『東京っ子NIGHTお遊びジョーズ』の内包番組として放送され、タイトルの「太田君」とは当時文化放送入社2年目の若手アナウンサーで当時『お遊びジョーズ』の金曜日パーソナリティだった太田英明に因む。当時太田が“ちょっと気弱”キャラで売り出されていたことから、そのような気弱なリスナーを明菜が優しく励まし、全国の太田君にもエールを送るという趣旨の番組である。水曜日には、ドジキャラや引っ込み思案な性格の人を「太田君」と称して言いまとめた「太田君の日」のコーナーがあった（後述）。
1987年7月の時点で、番組に届くはがきの数は週に700〜800通、リスナーの男女比は女性6割で男性4割、女性リスナーは高校生以上、男性リスナーは中学生も多かったというデータが残っている。多忙の中、届いたはがきは明菜自身が一通り目を通して本番で読むものを選んでいたという。フリートークの内容も明菜自身が考えていた。金曜日の「音楽の日」以外は曲はかからないことが多かった。採用されたリスナーへのプレゼントは特になかったが、飛行機に乗った時にもらって来たという機内用品をプレゼントしたことがあった。
後期から金曜日にはゴキブリの「ゴキちゃん」（声：京田尚子）という強烈毒舌のキャラクターが登場し、番組を盛り上げていた。
スポンサーは最初文英堂の一社だったが、1987年10月からアース製薬、キユーピーが加わった。最初は文化放送のみでの放送だったが、1987年10月からNRN系列の各ネット局が加わった。
本番組の最終回で明菜は「帰って来るよ、すぐに」と言い残したが、ラジオパーソナリティ復帰はこの4年後の1992年4月からTOKYO FMでスタートした『中森明菜 FIFTY OFF』であった。

## 曜日別コーナー
月曜日・木曜日：フリートークの日
火曜日：女の子の日
- 女性リスナーからのはがき、お便りを紹介。

水曜日：太田君の日
- 何かしようとしてもドジしたり邪魔されたりの引っ込み思案で気弱な性格の人を「太田君」と称して言いまとめたコーナー名で、リスナーからのドジ話などの“太田君体験”を紹介。

金曜日：音楽の日
- リスナーから音楽のリクエストを受け付けて紹介。当時明菜自身が気に入っていたブラックミュージックをオンエアすることも多かった。

## ネット局
ネット局は全て1987年10月から、月曜日〜金曜日の放送。
- 山梨放送：21:50 - 22:00
- 北日本放送：21:50 - 22:00
- 福井放送：21:20 - 21:30
- 静岡放送：22:50 - 23:00
- 山陰放送：22:30 - 22:40
- 四国放送：23:40 - 23:50
- 西日本放送：21:40 - 21:50
- 高知放送：19:50 - 20:00
- 大分放送：21:50 - 22:00
- 熊本放送：21:20 - 21:30